# Toxomerus claracuneus
Toxomerus claracuneus är en tvåvingeart som först beskrevs av Hull 1942.  Toxomerus claracuneus ingår i släktet Toxomerus och familjen blomflugor.
Artens utbredningsområde är Ecuador. Inga underarter finns listade i Catalogue of Life.